# ×Elymordeum littorale
Elymordeum littorale là một loài thực vật có hoa trong họ Hòa thảo. Loài này được Hodgs. & W.W.Mitch. mô tả khoa học đầu tiên năm 1965.